# Eleanor Andrews
Eleanor Andrews (2007) è una sciatrice freestyle statunitense.

## Palmarès

### Mondiali juniores
- 1 medaglia:
  - 1 argento (slopestyle a Livigno/Mottolino 2024)

### Coppa del Mondo
- 1 podio:
  - 1 secondo posto